# Lestes rectangularis
Espèce
Lestes rectangularis est une espèce d'insectes odonates, du sous-ordre des Zygoptera (les demoiselles) et de la famille des Lestidae (les lestes).
Ce leste mesure environ 50 mm de long, avec une envergure de 30 mm. Les ailes sont translucides, et l'abdomen long et mince. Les yeux sont bleus et il y a une bande bleue sur l'épaule. Il peut être distingué des autres demoiselles par l'absence de points bleus sur l'abdomen.
Lestes rectangularis vit près des étangs, des marais et des tourbières, où il vole pendant les mois d'été.